# زیردریایی یو-۱۰۱ (۱۹۴۰)
زیردریایی یو-۱۰۱ (۱۹۴۰) (به انگلیسی: German submarine U-101 (1940)) یک زیردریایی بود که طول آن ۶۶٫۵ متر (۲۱۸ فوت ۲ اینچ) بود. این زیردریایی در سال ۱۹۴۰ ساخته شد.